# Escanyaboc
L'escanyaboc, card blau o escanyacabres (Carduncellus monspelliensium) és una espècie de planta asteràcia.

## Descripció

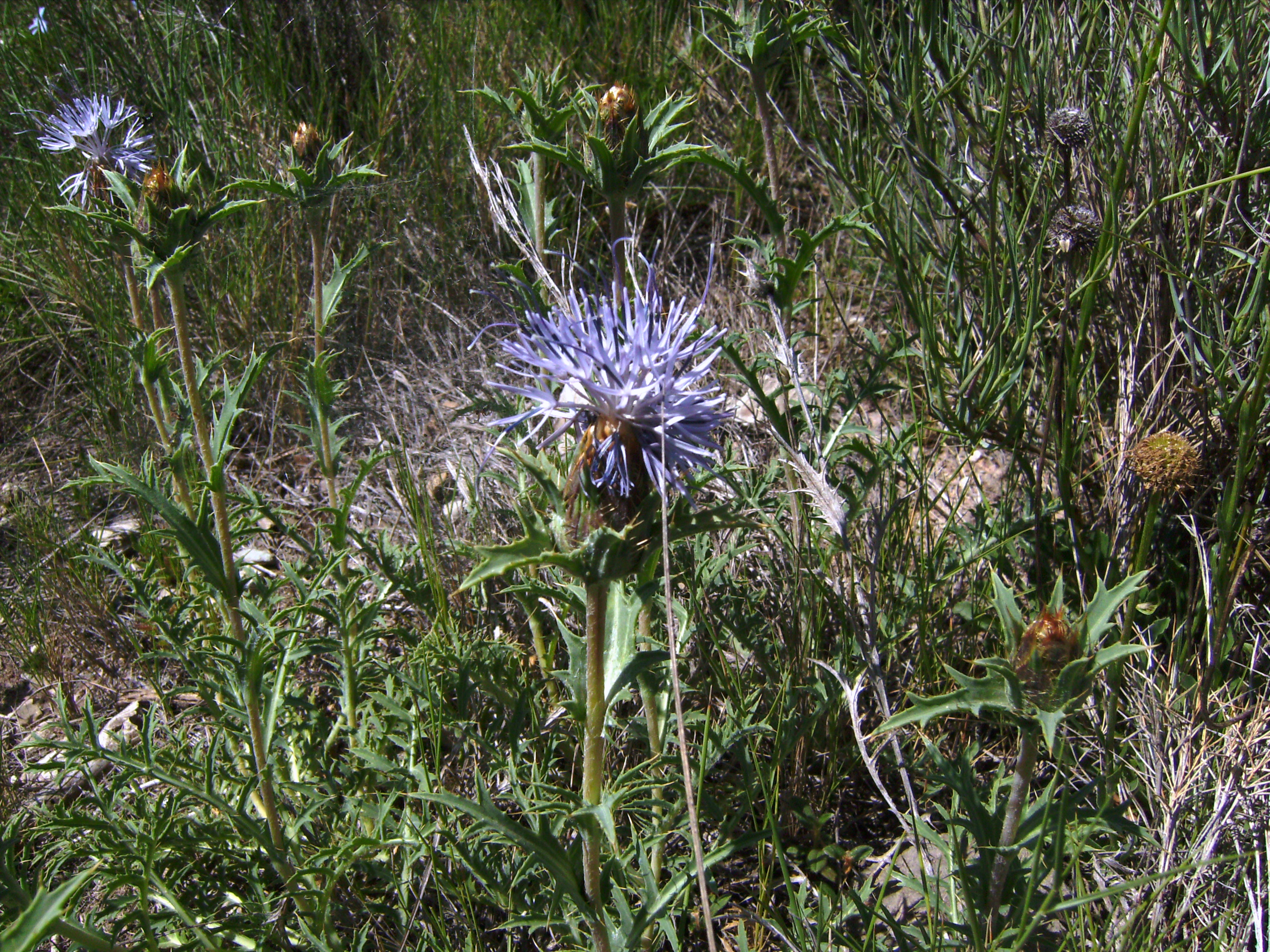
Vista lateral del capítol floral

És un petit card de no més de 20 cm d'alt vivaç de fulles un poc erectes i coriàcies, dividides en lòbuls desiguals i espinosos.
Les seves flors són tubulars, de 2,5 cm de llargada, de color blau violaci i s'agrupen en un involucre format per bràctees també coriàcies i espinoses. Els fruits són aquenis el plomall té pèls més llargs que el mateix fruit. Floreix des de finals de primavera a mitjans d'estiu.

## Distribució i hàbitat
La seva distribució és mediterrània nord-oest, incloent els Països Catalans. Viu en terrenys secs preferentment calcaris principalment a la baixa muntanya (entre els 300 i els 1500 m, arribant excepcionalment als 1900 m d'altitud)

## Propietats
Indicacions: en aplicacions tòpiques com cicatritzant; ús intern com purgant.

### Sinònims
- Carduncellus acaulis C.Presl
- Carduncellus carduncellus (L.) Huth
- Carduncellus lucens (Ball) Ball
- Carduncellus pinnatus (Desf.) DC
- Carduncellus vulgaris Loudon
- Carthamus acaulis Steud.
- Carthamus carduncellus L.
- Carthamus pinnatus Desf. nom. illeg.
- Cnicus longifolius Lam.
- Cynara pygmaea Willd.[7]